# Las Manos de Filippi
Las Manos de Filippi, conocido también por sus siglas «L.M.F.», o simplemente «Las Manos», es un grupo de rock de Argentina, de estilo fusión y alternativo, que mezcla ritmos caribeños como la cumbia, el ska, el hip hop, el reggae y el punk con el rock, entre otros. Las letras de sus canciones contienen fuertes mensajes en contra del capitalismo, el Fondo Monetario Internacional y el poder político de turno, así como también una mirada crítica hacia la sociedad occidental, con frecuencia haciendo uso de la denuncia, la ironía, la parodia y el humor. Además es conocida la militancia histórica de los miembros del grupo en el Partido Obrero, y sus declaraciones públicas en defensa de la clase trabajadora.
Entre sus canciones más difundidas se pueden mencionar: «Sr. Cobranza», «Los métodos piqueteros», «El himno del Cucumelo», «Presos de tu sociedad», «La canaleta», «Organización» y «Mountain bike».

## Historia

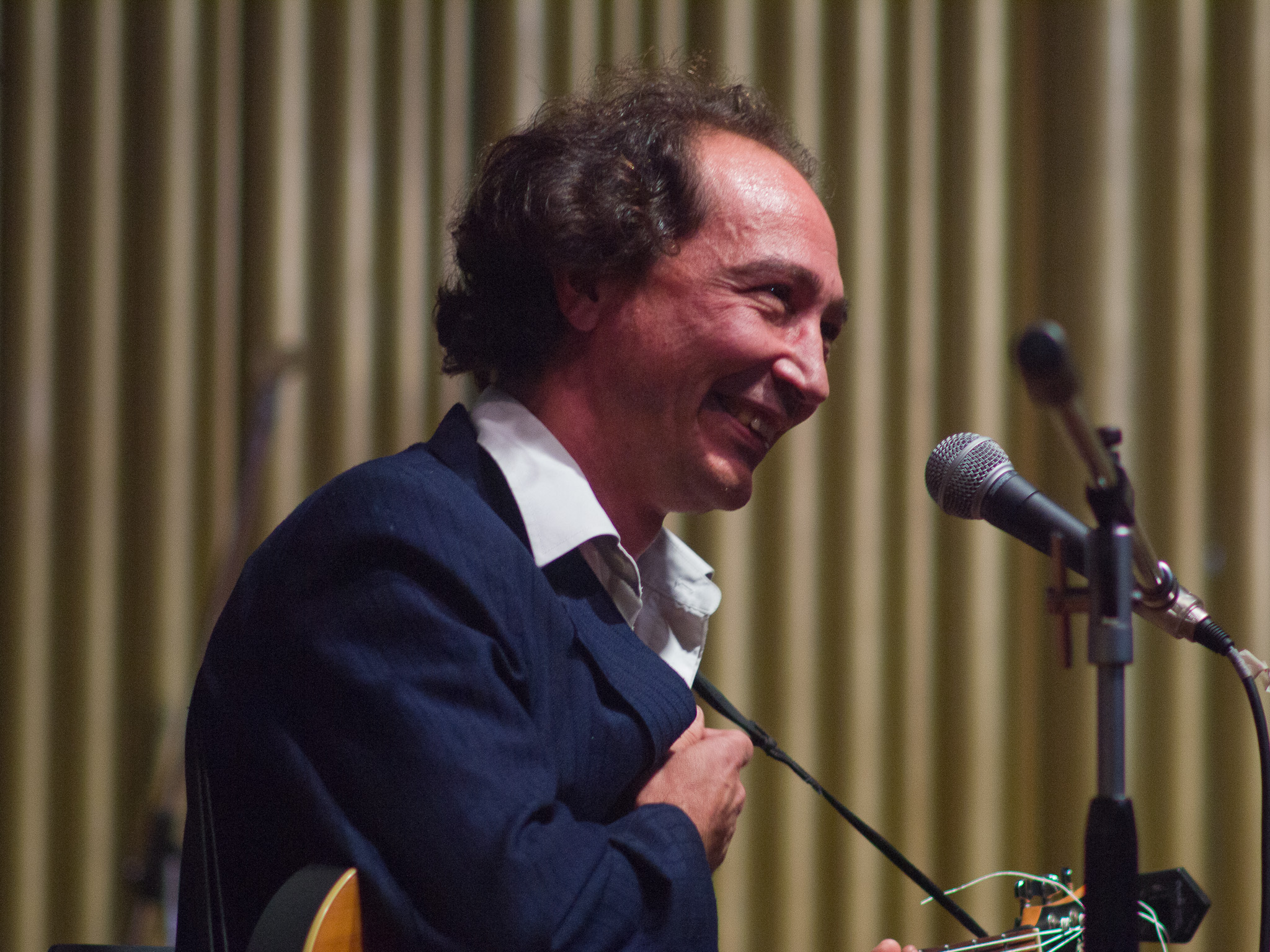
Hernán de Vega, vocalista y líder fundador de la agrupación.

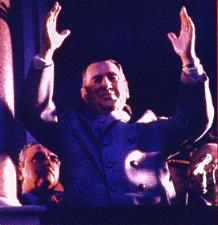
Juan Domingo Perón en 1974, saludando al público. El robo de sus manos en 1987 por desconocidos serviría de inspiración para el nombre de la banda.

Hacia el año 1992, Hernán Carlos de Vega, alias «El Cabra», músico y cantante callejero, y Gabriel Hermo, artista plástico, comenzaron a trabajar en el proyecto «Las Manos de Filippi», una banda de música con una especial y delirante puesta en escena. El nombre proviene de un joven que se apellidaba Filippi, quien era originario del barrio de Mataderos, y Las Manos, en alusión al general Juan Domingo Perón, cuyas manos fueron cortadas y robadas desde su tumba en 1987.
En una entrevista, Hernán de Vega diría sobre el origen del nombre de la banda:

Era una época en que nosotros veíamos Mano Negra, que acá no había llegado. Flasheábamos con ellos y también era la época del cadáver de Perón. Todo el tiempo hablaban de las manos de Perón, y surgió la idea de hacer una banda. Conocimos a alguien que se llamaba Filippi, un loco de Mataderos, amigo nuestro y un día nos contó anécdotas de accidentes que había tenido en la mano y dijimos: «Las manos de Filippi». Me puse en contacto con Bernardo Hoffman y me apoyé en amigos de él y así surgió la primera formación.
Hernán de Vega en 2012.

Sus primeras apariciones fueron en recintos del underground porteño, como lo fueron el Parakultural, El Dragón, El Limbo y otros tantos antros que programaban conciertos cada fin de semana. De esta manera llegaba a Buenos Aires una banda multitudinaria que desparramaba colores desde sus escenografías y vestuarios. Por aquel entonces se sumó un nuevo guitarrista y cantante, Hernán Penner, apodado «Mosky»; ya disparaban canciones de ritmos muy variados y letras súper ocurrentes, y sobre todo con contenido político-social en clave de humor. Así se popularizó
«Himno del Cucumelo», «Presos de tu sociedad», «La canaleta», «Ballenas» y la controversial «Señor Cobranzas», que sería popularizada por Bersuit Vergarabat.

### Primeras actuaciones
En el año 1995, Bocha Gutiérrez, productor y quien fuera en ese entonces mánager de Todos Tus Muertos, produjo un disco recopilatorio que incluyó la participación de Las Manos y de varios grupos emergentes de Buenos Aires, como Actitud María Marta. Editada por el sello DBN, incluyó un tema que superó toda expectativa depositada en aquel CD: «Himno del Cucumelo», un tema cuya letra alude al hongo alucinógeno psilocybe cubensis −que abunda en el noreste argentino− y tiene la particularidad de ser una cumbia, ritmo que por aquel entonces era bastante despreciado por el ámbito del rock. Debido al gran éxito obtenido con aquel corte, la compañía propuso a la banda grabar un disco completo de cumbias. En respuesta a este planteo la banda creó un proyecto paralelo bajo el nombre de «Agrupación Mamanis», en pos de separar el sello creativo de Las Manos de Filippi.[cita requerida]
En 1996, Agrupación Mamanis graba su primer y único álbum titulado Reír por no llorar; este disco años después fue homenajeado por los artistas de la movida de «cumbia digital» y titulado como Remix por no llorar) que incluía cumbias y también otros ritmos tradicionales del interior del país, tales como el cuarteto. El éxito de Agrupación Mamanis fue totalmente inesperado, tuvo gran difusión en radios. Fueron convocados a presentarse en grandes fiestas privadas. Además uno de los grandes del cuarteto cordobés, Rodrigo Bueno, editó su versión de «Himno del Cucumelo» y alcanzó récord en ventas en todo el país.

### Conflicto con Bersuit Vergarabat
A comienzos de 1997, luego de idas y venidas, giras por Uruguay y el interior de la Argentina, el grupo comienzan a grabar la maqueta de lo que sería su primer álbum de estudio bajo el nombre de Arriba las manos, esto es el Estado. Es entonces que la compañía Universal, se interesa en la edición del disco.
La canción «Señor Cobranzas» era interpretada por Bersuit Vergarabat en sus shows, en ocasiones junto a Las Manos de Filippi. Luego de firmar el contrato con Universal Music Bersuit graba Libertinaje y la incluye con la letra un poco modificada. Son fabricadas veinte mil copias del disco, que no podían ser comercializadas por ser Sr. Cobranza una canción inédita, que requería autorización de sus autores para poder publicarse.
Universal firma entonces un contrato con Las Manos de Filippi para editarles el disco Arriba las manos, esto es el Estado a cambio de los derechos de las once canciones que contenía el álbum, entre las que se encontraba «Sr. Cobranza». La compañía cumplió con su parte del contrato fabricando cinco mil copias del disco, pero sin promocionarlo, lo que motivó el malestar de la banda con la compañía discográfica y con Bersuit Vergarabat.
El vocalista de Las Manos de Filippi diría sobre este hecho:

Nos cagaron de todos lados: SADAIC, el sello Universal, la Bersuit. Gustavo Cordera nos hizo la entrada a Universal por interés, porque teníamos que firmar un papel para autorizarlos a que grabaran «Sr. Cobranza». Resultó flor de garca el Pelado.
Hernán de Vega.

En ese mismo año, graban un EP dedicado a la iglesia, reuniendo varias canciones que hablan del tema, como la del monseñor —y gran censor homofóbico— Antonio Quarracino, aquel otro que relata la historia de Batato Barea y el Padre Lombardero «Las tetas de Batato», y «Biblias».
Tanto Bersuit Vergarabat como su productor, Gustavo Santaolalla y el empresario Daniel Grinbank, fueron ridiculizados en el arte del siguiente disco de Las Manos de Filippi Las Manos Santas van a misa, en el año 2000.

Nos contrataron porque querían que grabemos todos temas onda 'Sr. Cobranza'. Se hicieron los heavys, tenían la idea de hacer prensa amarilla con nosotros, un escándalo, y al final se asustaron por la tapa.
Hernán de Vega.

En 2011, con las salida de Gustavo Cordera de Bersuit en 2009, la banda vuelve a los escenarios argentinos, en el festival Quilmes Rock, cantando «Sr. Cobranza» con el «Cabra» como invitado, reanudando la amistad de ambos grupos.

### Éxito masivo y giras
En el año 1999, se suman  Germán «Pecho» Anzoátegui (trompeta y voz) y Charles Bardon (saxofón y voz) provenientes de Agrupación Mamanis y Las Trolas, con esta formación, la banda se desplaza a Barcelona en busca de nuevos horizontes donde reside hasta el mes de noviembre de ese año. Allí viven en una casa okupa de El Guinardó, tocan en varios centros sociales recuperados, en pequeñas salas de la Ciutat Vella y hasta en las Ramblas y traban amistad con varios músicos, entre ellos, Color Humano, Tonino Carotone y Manu Chao, quien luego de una partida de futbolín los invita a hacer la apertura de su próximo show en Buenos Aires junto a Radio Bemba. Ya de regreso y luego del aplastante show en el Estadio Obras, frente a unos 5 000 seguidores de Chao, la banda encara una nueva gira por Patagonia donde comienza a planear su nuevo disco "Hasta Las Manos I.P.H.G" (Insurrección Popular Huelga General).
A fines del año 2002, la banda editó "Hasta las manos", el que fue lanzado al celebrarse un año de la caída del que fuera presidente de la Argentina durante la crisis de 2001, Fernando De la Rúa, en este disco, los sencillos destacados son "Organización" y "Los métodos piqueteros". Hasta las Manos fue largamente presentado por toda la Argentina, también en
Uruguay y Chile, donde la banda llevó su música junto a los centros de estudiantes
de las universidades de Concepción, Valparaíso y Santiago de Chile.
Después de la revuelta popular, los cambios de presidentes y las asambleas vecinales, los medios de comunicación masiva comenzaron a tener más atención en la banda y poco a poco fueron apareciendo en más revistas, en más periódicos y comenzaron a ser programados en grandes festivales como el Quilmes Rock y el Cosquín Rock.
En el año 2004, esta gira de "Hasta Las Manos" que queda plasmada en el primer disco en vivo de
la banda titulado "Fiesta señores" que fue registrado en República Cromañón, junto a grupos como El Otro Yo, Bulldog, Massacre, Shaila y Diego Boris.

### 2004 - 2007

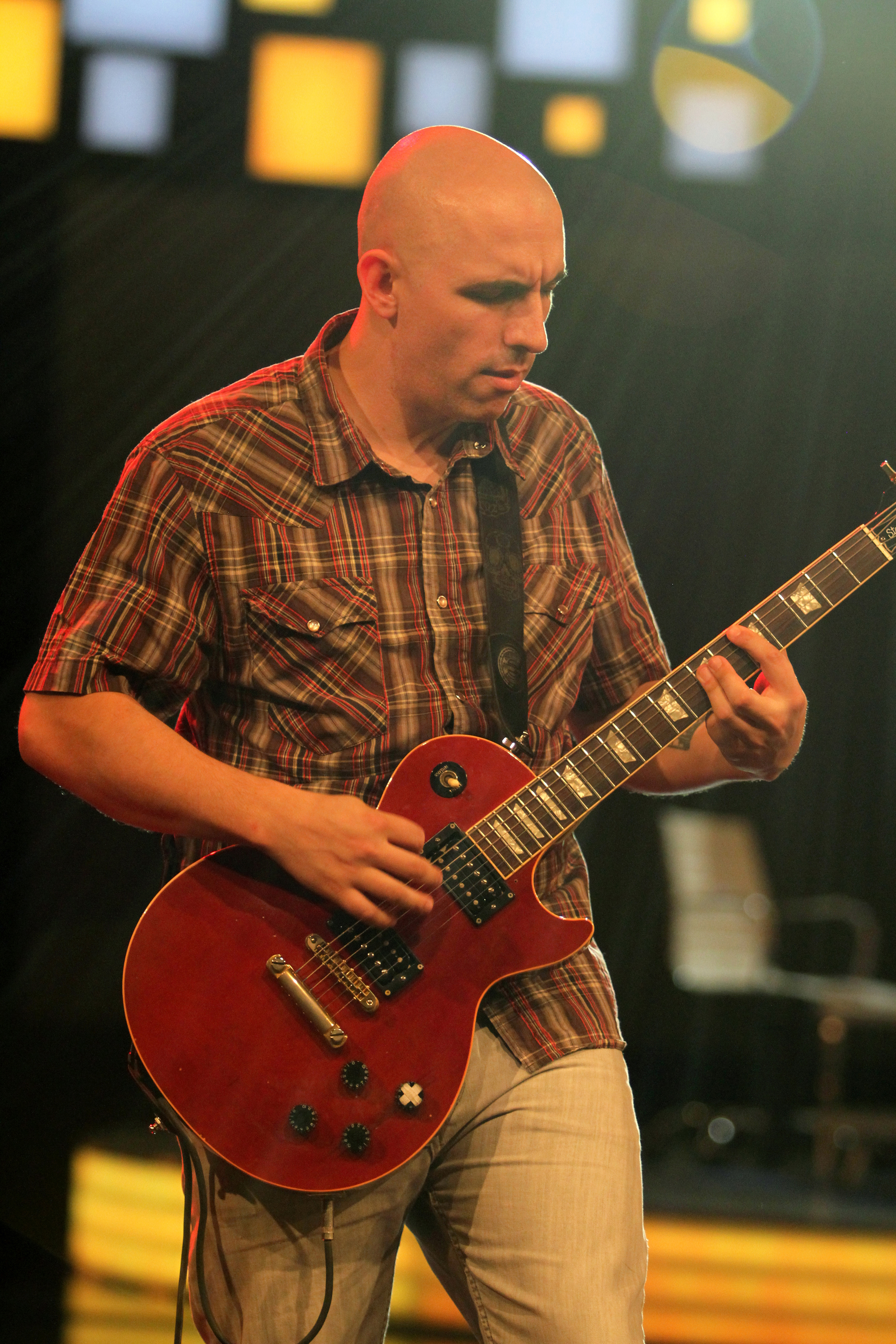
Gaspar Benegas, guitarrista de la banda, desde 2007 a 2015.

Tras la tragedia en el local República Cromañón ocurrida el 30 de diciembre de 2004, que dejó un saldo de 194 personas fallecidas (en su mayoría jóvenes) el gobierno argentino comenzó a clausurar el circuito de locales donde solía haber espectáculos de artistas underground, lo que generó muchas dificultades a los músicos para trabajar. Tras estos hechos, la banda encabezó la formación de M.U.R (Músicos Unidos por el Rock), una organización que lucha para defender el derecho de los músicos y artistas de distintos ámbitos artísticos. El M.U.R. organizó muchos festivales de gran convocatoria en la Plaza de Mayo y lanzó un CD/DVD en homenaje a Ernesto Che Guevara del cual participan Tom Morello de Rage Against The Machine, Manu Chao, Fermín Muguruza, Calle 13 y La Renga, entre otros más de 70 artistas.
Durante 2005 y 2006 trabajaron sobre un nuevo disco que iba a ser editado con un empaque en forma de bomba, algo que finalmente no sucedió. Más tarde el Mosky se alejaría de la banda; a partir de entonces el Cabra quedó como único vocalista principal.
En enero de 2007 ingresó a la banda el guitarrista Gaspar Benegas, conocido luego por ser el guitarrista de Los fundamentalistas del aire acondicionado, banda del cantante Carlos "Indio" Solari; también ingresa a la banda Pablo Marchetti (samplers y teclados), quien colabora en el diseño de los discos. En ese mismo año, registran Control Obrero, álbum producido por Eduardo Herrera y que contó con la colaboración de Fermín Muguruza, Albert Pla, Horacio "Gamexane" Villafañe de Todos Tus Muertos, Los Auténticos Decadentes, Andrea Álvarez y Claudio O'Connor excantante de Hermética. Los sencillos de este disco son "Fa-Sin-Pat", "Cromañón" y "Gracias por ser amigo de Bush".

### 2008 - 2011
En el 2008, Benegas finaliza la producción del disco Los métodos piqueteros, material realizado especialmente para el mercado europeo y el cual fue presentado en una exitosa gira titulada Los métodos piqueteros, en una serie de 18 conciertos por todo el estado español durante los meses de septiembre y octubre de ese mismo año.
En agosto de 2009, la banda se presenta en el festival Voces Contra el Golpe de Estado en Tegucigalpa, en Honduras, en apoyo al reclamo del retorno del presidente Manuel Zelaya, en un clima de conciencia y organización del pueblo hondureño, debido a un golpe de Estado en ese país.
En octubre de 2010, organizan como representante activo del M.U.R., una “Asamblea Extraordinaria” por la internacionalización del control obrero, junto a delegaciones de FaSinPat (empresa recuperada por sus trabajadores), la Federación Universitaria de Buenos Aires (FUBA) y Zack de la Rocha (cantante de Rage Against The Machine). Pablo Occhiuzzo y Juan Félix Gisower fueron sustituidos por Guido Durán (bajo) y Lucas Honigman (batería).
En ese mismo año, Las Manos de Filippi participan del Festival por el juicio y castigo a los responsables políticos y materiales del asesinato de Mariano Ferreyra en Plaza de Mayo, al que concurren 70 mil personas y que contó con la participación de grupos como Calle 13, Damas Gratis, Alika, etc.
A mediados del 2011, editan La Calesita de Mamanis, el primer CD/DVD de Las Manos de Filippi, obra que refleja el costado irónico del grupo y que cuenta con la coproducción artística de Martín «La Moska» Lorenzo y Mariano Franceschelli de Los Auténticos Decadentes y la participación del español Albert Pla, los músicos de Kapanga, entre otros.

### Giras internacionales
En el año 2012, sería el más importante para la banda, al cumplir dos décadas de existencia y lo celebran con una gira titulada #LMF20Años y que es llevada por toda la Argentina, Chile, Uruguay, Venezuela y Colombia y que dura hasta casi finales del año 2013.
Estos festejos de 20 años, cuentan con un nuevo espectáculo y un disco que recopila toda la carrera de la banda con un par de bonus tracks, «Metete conmigo» junto a René Pérez Joglar de Calle 13 y Valentina Cooke y una nueva versión del «Himno del Cucumelo».
A mediados de ese año, participaron de la grabación del disco Cuerpo: canciones a partir del asesinato de Mariano Ferreyra, un disco que contiene canciones en homenaje al activista obrero asesinado Mariano Ferreyra. Este trabajo cuenta con la participación de artistas como Manu Chao, Vicentico, Orquesta Típica Fernández Fierro, Las Pastillas del Abuelo, Raly Barrionuevo, Gabo Ferro y Goy Karamelo.
Durante el verano del 2013, LMF es invitada a participar del Festival de la canción Bolivariana, organizado por los familiares del cantautor venezolano Ali Primera y a ser panelista de un foro de 120 músicos de 17 países del mundo llamado Primera Internacional de la canción militante, donde se intercambiaron experiencias y se debatió el rol de la música de protesta o la canción necesaria.
La banda Salta La Banca invita a «Cabra» y a «Pecho» a colaborar en «El relato» de su disco Visceral, producido artísticamente por Gaspar Benegas.
En el año 2014, editan Marginal y Popular, material producido por Damian Torrisi, grabado en Bourboun Records de la ciudad de Buenos Aires, con la participación de Sergio Colombo en saxo, Miguel Ángel Tallarita en trompeta y también con la colaboración de Hernan Aramberri. Este disco tuvo sencillos como "El rey de la autocrítica", "Multivitamínico" y "Van por el oro". Un año más tarde, el baterista Lucas Honigman se alejó de la banda por motivos personales y fue reemplazado por Christian Fabrizio.
En 2016, sale del grupo Charles Bardon, para concentrarse en su proyecto solista, mientras tanto, la banda trabaja en su nuevo disco: M.A.C.R.I., el cual contiene críticas a Mauricio Macri, en ese entonces presidente de la Argentina.
La Primera de las tres partes parte del disco titulado M.A.C.R.I. (Mente Anti capitalista Revolucionaria Internacional) fue subida a Youtube por la banda y puesto para libre descarga en su página web el día 8 de septiembre, misma fecha de la presentación oficial en Groove. 
El primer corte, "Que miedo", que relata la situación política y social del país, tuvo buena aceptación en el público, logrando repercusión en distintos medios de comunicación. con temas nuevos ("Que miedo", "La Grieta", "Plusvadicción", "El sistema")
En diciembre de 2017 durante el gobierno de Mauricio Macri el organizador de la banda denunció presiones políticas para que se dé la baja del recital de Las Manos de Filippi por tener letras contra Macri. El organizador del show denunció que el dueño del Nuevo Coliseo Disco, recibió presiones políticas para que no deje tocar a la banda. Luis Martínez, dueño del recinto, señaló se busquen otro lugar porque lo estaban apretando los radicales.

## Miembros

### Actuales
- Hernán «Cabra» de Vega - Voz (1992-presente)
- Germán «Pecho» Anzoátegui" - Trompeta y voz (1999-presente)
- Pablo Marchetti - Sintetizador, samplers y coros (2003-presente)
- Guido Durán - Bajo y coros (2010-presente)
- Christian Fabrizio - Batería (2015-presente)
- Gabriel Kerman - Guitarra y coros (2017-presente)
- Silvio Pellis - guitarra (2018-presente)

### Antiguos
- Hernán Penner - Voz y guitarra (1994-2006)
- Pablo Occhiuzzo - Bajo (1996-2010)
- Juan Félix Gisower - Batería (1992-2010)
- Lucas Honigman - Batería (2010-2015)
- Charles Bardon - Saxofón y voz (1999-2016)
- Gaspar Benegas - Guitarra (2007-2015)
- Serafín Alí - Guitarra (2015-2017)

## Discografía

### Álbumes de estudio
- Agrupación Mamanis: Reír por no llorar (1996)
- Arriba las manos, esto es el Estado (1998)
- Hasta las manos (2002)
- Control obrero (CD1) (2007)
- La calesita de Mamanis (2011)
- Marginal y popular (2014)
- M.A.C.R.I. - Mente Anti Capitalista Revolucionaria Internacional (2018)

### EPs
- Las manos santas van a misa (2000)
- M.A.C.R.I.- Capítulo 1 - La Transición (2017)
- M.A.C.R.I.- Capítulo 2 - La Descomposición (2018)
- M.A.C.R.I.- Capítulo 3 - #fuerabullrich (2018)

### En vivo
- Fiesta señores - En vivo en Cromañon (2004)
- Control obrero (CD2) - Fiesta 15 años en vivo (2007)
- #Chaumacri - En vivo en Emusala (2019)

### Recopilaciones y otros
- V/A - Alta Tensión (1995) - Participación con tres temas: "Himno al cucumelo", "Chacinados" y "El mundo del espectáculo".
- Los métodos piqueteros (2009)
- 20 años (2012)

## Premios
| Año  | Premio         | Categoría              | Por                             | Resultado |
| ---- | -------------- | ---------------------- | ------------------------------- | --------- |
| 2011 | Premios Quiero | Participación en video | Brenda Asnicar en Mountain bike | Nominado  |